# Brink
Brink je video-igra u žanru pucačine iz prvog lica sa elementima RPG razvijena od strane britanske kompanije Splash Damage, a objavljena od strane Bethesda Softworks. Izdata je za PC, MacOS, PS4. Igrica je izdata u Severnoj Americi 10. maja 2011, u Australiji 12. maja 2011, u Evropi 13. maja 2011 i u Japanu 16. avgusta 2011. godine.
Brink kombinuje jednostruki i višekorisnički način igranja. Igrač bira ulogu koju želi da preuzme.
Od 23. avgusta 2017. godine igrica je besplatna na Steam-u. Od 2012. godine Brink je prodat u preko 2,5 miliona primeraka.

## Sadržaj igre
Igrica je smeštena u jednom od plutajućih gradova zove se Ark (срп. Kovčeg). Ark je plutajući, samoodrživ grad budućnosti koji je svojom arhitekturom i blagodetima vremenom privukao veliki broj očajnika koji su ga ubrzo preplavili i njegove periferije pretvorili u siromašna, prljava, kontejnerska naselja. Kako bi se održao mir i nezadovoljno stanovništvo zadržalo podalje od utopijskog dela, grad je podeljen, a njegove granice čuvane od strane organa reda (Security), koji su tu kako bi sprečili pobunjenike (Resistance) da ga unište svojim brojem, siromaštvom i nezadovoljstvom. Brink igrača stavlja na obe strane, pa su tako tu dve kampanje koje igrač može igrati kao pobunjenik ili kao policajac.

## Spoljašnje veze
Zvanični sajtovi
- Zvanični veb-sajt Архивирано на веб-сајту  (7. фебруар 2010)(језик: енглески)
- Sajt Bethesda Softworks Архивирано на веб-сајту  (23. новембар 2007)
- Sajt Splash Damage